# Zweijährige Pflanze
Zweijährige Pflanzen (auch bienne oder winterannuelle Pflanzen genannt) sind krautige Pflanzen, deren Lebenszyklus (von der Keimung bis zur Samenbildung) zwei Jahre, genauer zwei Vegetationsperioden dauert, also nicht zwei Jahre im Kalendersinn, sondern eine Vegetationsperiode vor der klimatisch ungünstigen Zeit (Frost/Winter oder Trockenzeit) und eine danach. Zweijährige Pflanzen unterscheiden sich dadurch zum einen von den einjährigen, sommerannuellen Pflanzen, die nur eine Vegetationsperiode lang leben, zum anderen von den „echten“ Mehrjährigen, die mehr als zwei Vegetationsperioden lang leben.
Im ersten Jahr nach der Keimung bleiben Zweijährige rein vegetativ, d. h., sie bilden nur Wurzeln und Blattwerk aus, um Nährstoffe zu speichern – die Ausbildung der Blüten und der Früchte mit den Samen dagegen erfolgt erst in der zweiten Vegetationsperiode (nach dem Frost oder der Trockenzeit). Unter günstigen Klimabedingungen und bei früher Aussaat können manche zweijährige Pflanzen allerdings auch schon im ersten Jahr zur Blütenbildung gelangen. Nach der Reife der Samen jedoch sterben auch die Zweijährigen, wie die Einjährigen, stets ab. Bekannte Beispiele von Zweijährigen sind das – entgegen seinem Namen tatsächlich zweijährige – Einjährige Silberblatt oder der Riesen-Bärenklau (Heracleum mantegazzianum).

## Nutzpflanzen
Manche zweijährige Nutzpflanzen, bei denen nicht überwiegend Früchte oder Samen genutzt werden, werden nur als einjährige Pflanzen gezogen. Ein bekanntes Beispiel ist die Rübe. Deren Wurzel ist nur im ersten Jahr verwendbar. Im zweiten Jahr würden die gespeicherten Nährstoffe für die Blütenbildung aufgebraucht. 
Einige Beispiele zweijähriger Nutzpflanzen:
- Färberwaid (Isatis tinctoria)
- Fenchel
- Roter Fingerhut
- Karotte
- Kohl-Gattung
- Kümmel
- Lauch
- Pastinake
- Petersilie
- Rübe, Zuckerrübe